# Pseuderemisca dipogon
Pseuderemisca dipogon là một loài ruồi trong họ Asilidae. Pseuderemisca dipogon được Lehr miêu tả năm 1964. Loài này phân bố ở vùng Cổ Bắc giới.